# 死神の座
『死神の座』（しにがみのざ）は、高木彬光の長編推理小説。1960年、講談社の「書下し長編推理小説」シリーズの一篇として、三浦朱門『地図の中の顔』、日影丈吉『内部の真実』、多岐川恭 『私の愛した悪党』、佐野洋『脳波の誘い』、香山滋『臨海亭綺譚』とともに刊行された。

## 概要
講談社の「書下し長編推理小説」は、鮎川哲也によると、推理小説に興味のある純文学作家と、推理小説専門作家とで書き下ろしの競作をさせる企画であったようで、全15作が予定されていたが、計７冊で中絶されてしまった、という。
『刺青殺人事件』・『人形はなぜ殺される』・『成吉思汗の秘密』などに代表される神津恭介（かみづきょうすけ）シリーズの一篇である。
暗号トリック、顔のない死体、占星術、洞爺丸事故、さまよえるオランダ人などミステリー的味付けの豊富な作品である。

## あらすじ
実業家の新藤精一郎に招待され、初めて軽井沢で避暑をすることになった神津恭介は、上野駅始発の信越本線の列車の中で奇妙な女性に出会う。彼女は恭介の旅の同行者の芦部俊信の予約席と同じ席の切符を所有し、なおかつ恭介の名前を知っていた。驚く恭介をよそに、女は彼が軽井沢でも殺人事件に巻き込まれることを、火星と冥王星が「死神の座」に入るという「占星学」の知識に基づいて予見し、ますます恭介を困惑させる。女は高崎駅でとある青年と揉めごとを起こし、突然途中下車してしまい、以後、恭介の隣席は空席のままであった。
軽井沢に到着した恭介は新藤の別荘へ挨拶に行った後、芦部俊信に連絡をとった。俊信の話によると、17日に誘う予定であり、誰がこのような込み入ったいたずらをしたのだろうか、と訝っていた。
翌朝、ホテルのロビーで、女と諍いをしていた青年が予約の確認に現れたが、その部屋には同じ西野信也を名乗る青年がすでに2日前から宿泊しており、その男が硫酸で顔を焼かれた状態で死体となって発見された…。

## 主な登場人物
神津恭介
「日本の三大名探偵」の一人。近年は捜査活動に情熱を抱けなくなってきている。
松下研三
恭介の旧友の探偵作家。元・捜査一課長・松下栄一郎の弟。愛称ウルトラ。この物語では、冒頭に少し顔見せをしたあと、中盤で活躍する。
芦部俊信
光亜大学工学部冶金学科の助教授。恭介の旅の同伴予定者で、将棋仲間。
新藤精一郎
芦部俊信の叔父。実業家。戦後の財界で「惑星」と呼ばれる存在。64歳。清交クラブを主催する。
新藤あつ子
精一郎の妻。
新藤月世
精一郎の娘。
近江麻利子
月世の友人。
加島とき子
月世の友人。
荻野章
新藤の秘書。
大屋裕
極東映画の専務の次男。清交クラブの会員。
西野信也
弁護士。清交クラブの会員。
沼田耀二
東邦大学経済学部の講師。オペレーション・リサーチの権威。30歳。被害者と思われる男。清交クラブの会員。
沼田栄一
耀二の兄。
九重公継
九重元子爵家の次男。清交クラブの会員。
九重織江
公継の母親。
山岡広行
元海軍中将の三男。関東電鉄の社員。清交クラブの会員。
井上豊
月世の母方の従兄。バイオリニスト。
浅野五郎
青年政治連盟の書記局に所属。大屋の友人。
中塚康一
大同産業の専務の息子。西野の友人。
中塚昭次
大同産業の専務の息子。大屋の友人。
堂森綾子
東邦大学文学部の学生で、ドイツ文学専攻。20歳。カタリーナの異名を持つ。
ヴァンドデッケン
被害者が待っていたという謎の人物。
クルツ・シュナイダー
牧師。故人。新藤の友人。
長沢英治
軽井沢警察署の警部補。

## 作品解説
- 小泉喜美子は、「推理小説が他の何よりも必要とするものを具えている」作品であり、「死すらも茶化して楽しむ」（丸谷才一『男の読物について』）態度のある小説として、この作品を絶賛している[2]。